# Voiles

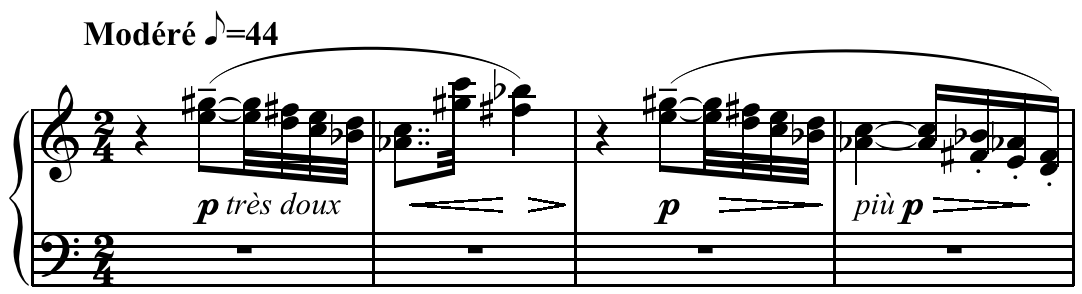
Escala hexafônica em Voiles, Prelúdios, Livro I, no. 2, mm.1-4.

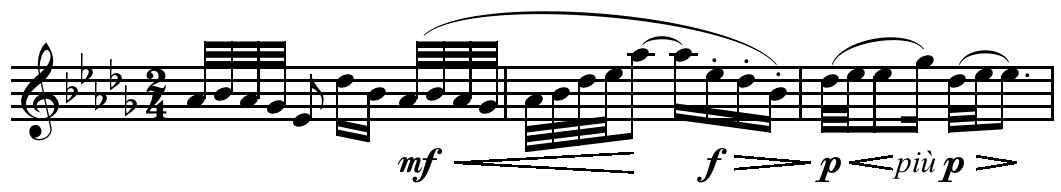
Escala pentatônica em Voiles, Prelúdios, Livro I, no. 2, mm.43-45.

Voiles é uma composição de Claude Debussy de 1909 para piano sono. É a segunda de uma série de doze prelúdios publicados em 1910. O título pode ser traduzido como algo próximo a "véus" ou "velas", termo esse conectado à estrutura musical da composição. Com exceção de leves cromatismos e pequenas passagens pentatônicas, a obra por completo usa escala hexafônica.